# Вайдман (Мічиган)
Вайдман (англ. Weidman) — переписна місцевість (CDP) в США, в окрузі Ізабелла штату Мічиган. Населення — 920 осіб (2020).

## Географія
Вайдман розташований за координатами 43°42′15″ пн. ш. 84°58′41″ зх. д. / 43.70417° пн. ш. 84.97806° зх. д. (43.704084, -84.977992).  За даними Бюро перепису населення США в 2010 році переписна місцевість мала площу 15,41 км², з яких 14,64 км² — суходіл та 0,77 км² — водойми.

## Демографія
Згідно з переписом 2010 року, у переписній місцевості мешкало 959 осіб у 389 домогосподарствах у складі 267 родин. Густота населення становила 62 особи/км².  Було 462 помешкання (30/км²).
Расовий склад населення:
| - 92,6 % — білих - 4,4 % — корінних американців - 0,9 % — чорних або афроамериканців - 0,3 % — азіатів |

До двох чи більше рас належало 1,8 %. Частка іспаномовних становила 1,6 % від усіх жителів.
За віковим діапазоном населення розподілялося таким чином: 24,9 % — особи молодші 18 років, 57,9 % — особи у віці 18—64 років, 17,2 % — особи у віці 65 років та старші. Медіана віку мешканця становила 39,7 року. На 100 осіб жіночої статі у переписній місцевості припадало 102,7 чоловіків;  на 100 жінок у віці від 18 років та старших — 95,7 чоловіків також старших 18 років.
Середній дохід на одне домашнє господарство  становив 46 639 доларів США (медіана — 29 038), а середній дохід на одну сім'ю — 51 230 доларів (медіана — 31 827). Медіана доходів становила 37 308 доларів для чоловіків та 34 500 доларів для жінок. За межею бідності перебувало 39,6 % осіб, у тому числі 76,9 % дітей у віці до 18 років та 4,2 % осіб у віці 65 років та старших.
Цивільне працевлаштоване населення становило 296 осіб. Основні галузі зайнятості: виробництво — 28,4 %, роздрібна торгівля — 12,8 %, мистецтво, розваги та відпочинок — 11,8 %, освіта, охорона здоров'я та соціальна допомога — 11,1 %.